# Frankfurt-Nied
Nied ist seit dem 1. April 1928 ein Stadtteil von Frankfurt am Main.
Die Einwohnerzahl beträgt 20.127.

## Geografische Lage

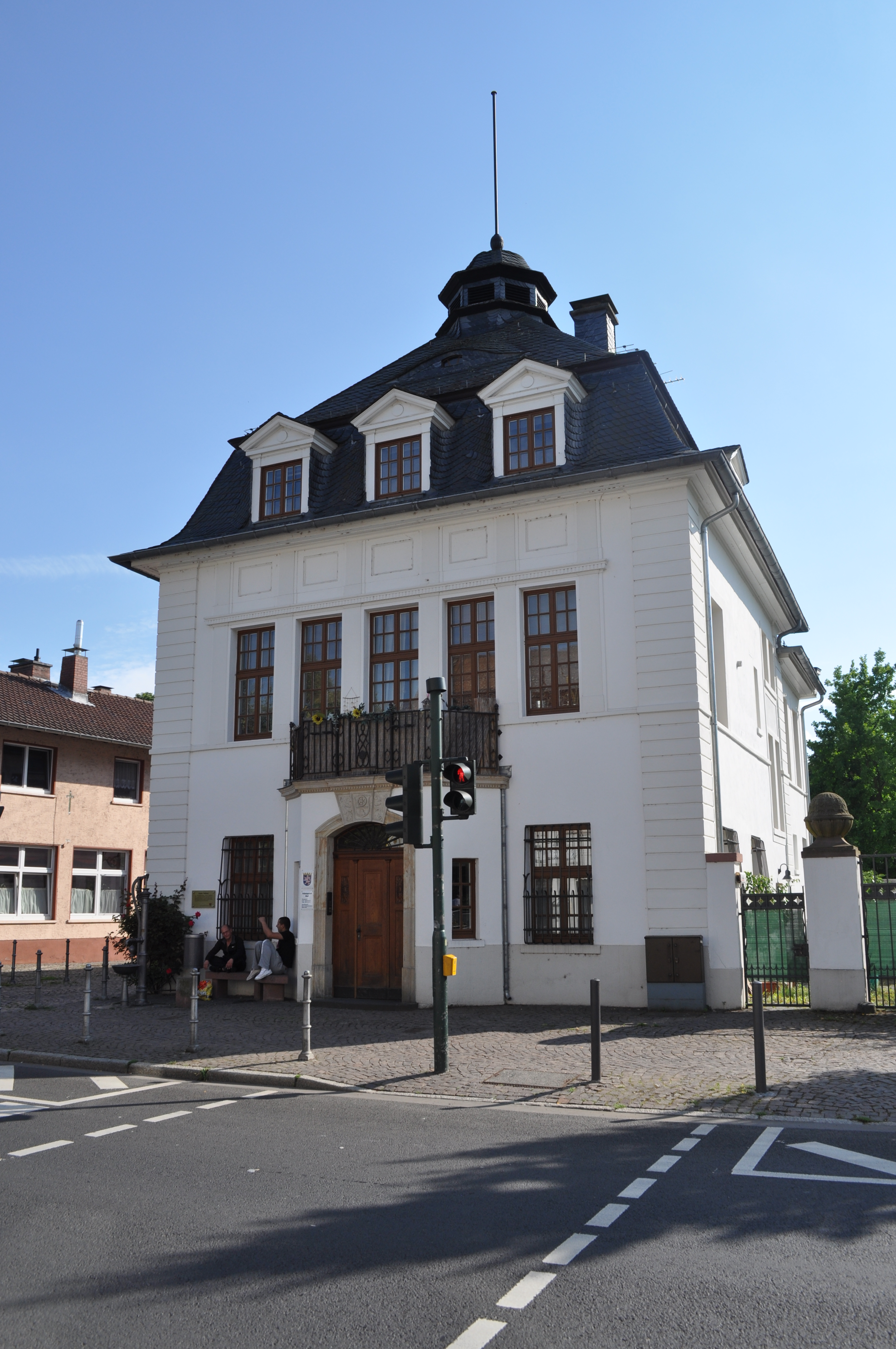
Altes Rathaus

Nied liegt etwa 9,5 km westlich der Frankfurter Hauptwache, nördlich des Mains am Unterlauf des Flusses Nidda auf einer Höhe von 98 m über NN. Die Siedlung lässt einen regelhaften Grundriss im Flusswinkel von Main und Nidda mit der Christuskirche in zentraler Lage erkennen. Die moderne Siedlungsentwicklung hat sich ostwärts in Richtung Griesheim und Frankfurter Innenstadt vorgeschoben. Nachbarstadtteile von Nied sind im Westen Höchst, im Norden Sossenheim, im Osten Griesheim und im Süden jenseits des Mains Schwanheim.

## Geschichte

### Ur- und Frühgeschichte

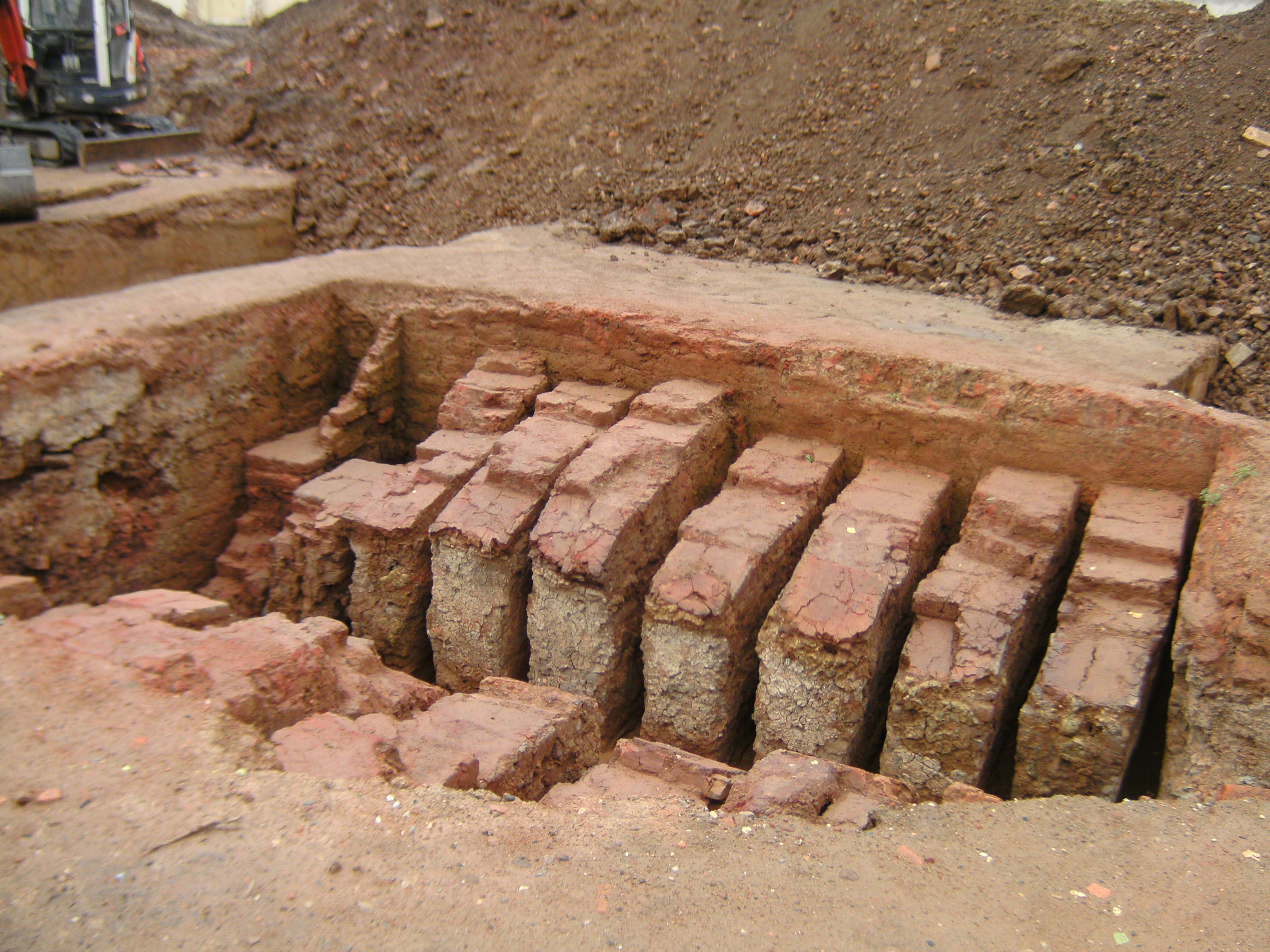
Brennofen der römischen Zentralziegelei in Nied

Um 3000 v. Chr. gab es jungsteinzeitliche Siedlungen an Main und Nidda, so auch in Nied (bandkeramische Zeit). Um 800 v. Chr. bestand eine keltische Besiedlung mit nachfolgender germanischer Landnahme etwa um die Zeit von Christi Geburt. In vorrömischer Zeit verlief hier eine Altstraße – die Antsanvia (Antiana Via), die dem Verlauf der späteren Rödelheimer Straße und Oeserstraße entsprechend durch den Nieder Wald führte.
Die erste römische Ansiedlung in Nied geht auf die Chattenkriege des Kaisers Domitian zurück, in der die römische Provinz Germania superior (Provinz Obergermanien) mit der Hauptstadt Mogontiacum (Mainz) geschaffen wurde. Die Römer drangen in den Jahren 83 und 84 (Chattenkrieg, Revolte des Saturninus, Kaiser Domitian) die Nidda aufwärts in die Wetterau vor und gründeten als Civitas die Stadt Nida (Bezirkshauptort). In Nied wurden die Reste einer römischen Niddabrücke und großer Zentralziegeleien gefunden, die die ganze Wetterau und den Limes versorgten (siehe den Straßennamen Im Ziegelfeld, bis 1928 Römerstraße genannt). Betrieben wurden die Ziegeleien von Angehörigen dreier römischer Legionen: Legio VIII Augusta, Legio XXI Rapax und Legio XXII Primigenia Pia Fidelis. In Nied sind die römischen Legionärsnamen Q.Cornelius Aquinus und L.Cornelius Arator nachgewiesen. Auch wurde Töpferware für die regionale Versorgung der Civitas Taunensium mit deren Hauptort Nida hergestellt. Der Ton wurde von den Römern aus den Gruben in Kelkheim-Münster gewonnen und auf Karren nach Nied transportiert. Öllampen für den regionalen Bedarf wurden in den Werkstätten des Lucius fabriziert. Der Transport dieser Ware wurde mit Lastkähnen entlang der Nidda bis zu dem kleinen Hafen in Nida – damals Umschlagplatz für den gesamten Handel der Region – durchgeführt.
Militärisch wurde die römische Siedlung (vicus) durch das nahe gelegene Römerkastell in Frankfurt-Höchst geschützt. Auch sind einzelne villae rusticae (römische Gutshöfe) entlang der Nidda und eine mansio (römische Raststätte) im Nieder Wald nachgewiesen. Dieser an der späteren Via Regia gelegene römische Gebäudekomplex wurde als „Heidenschloß“ bezeichnet. Auf der Gemarkungskarte von 1870 sind Spuren römischer Bauten auf den Fluren „Römerberg“, „Im Kremser“, „Am Heidenschloss“ und an der Nidda ein „Römerthurm“ in der Flur „Lange Wiesen“ verzeichnet. Viele antike Funde aus Nied landeten in den Museen in Frankfurt, Darmstadt, Wiesbaden und Frankfurt-Höchst. Ein besonderer Fund ist ein Fortuna-Altar, der sich heute im Wiesbadener Museum befindet. Bei Ausgrabungen im Nieder Kirchweg wurden im Jahr 2003 römische Gräber entdeckt. 2012 wurden bei Baumaßnahmen weitere wertvolle Ziegel mit römischen Schriften und ein sehr gut erhaltener Brennofen archäologisch freigelegt. 2018 wurden in der Baugrube am „Nieder Loch“ in Alt-Nied „Unmengen römischer Tonziegel gefunden und auch eine Art Falschmünzer-Werkstatt aus dem 3. nachchristlichen Jahrhundert, als die Macht der Römer im heutigen Rhein-Main-Gebiet schon bröckelte“. Bei Ausgrabungen in Frankfurt-Heddernheim (Nida) haben Archäologen im Jahr 2023 Terra Sigillata „Wetterauer Ware, die in Nied produziert wurde“ gefunden. Sie „habe eine hohe Qualität: fein marmoriert, dünnwandig und bemalt mit Ornamenten und Figuren in orange-roter Farbe.“
Um 260 n. Chr. kam es im sogenannten Alemannensturm zum Limesfall und zur Eroberung des Hauptortes Nida. Die Spuren des römischen Nied verloren sich in den darauf folgenden Jahrhunderten. Eine archäologische Kommission forschte erstmals 1834 an der Wörthspitze nach dem antiken Denkmal „Monumentum Trajanum“, dessen Überreste am Zusammenfluss von Nidda und Main gelegen haben sollen.

### Mittelalter

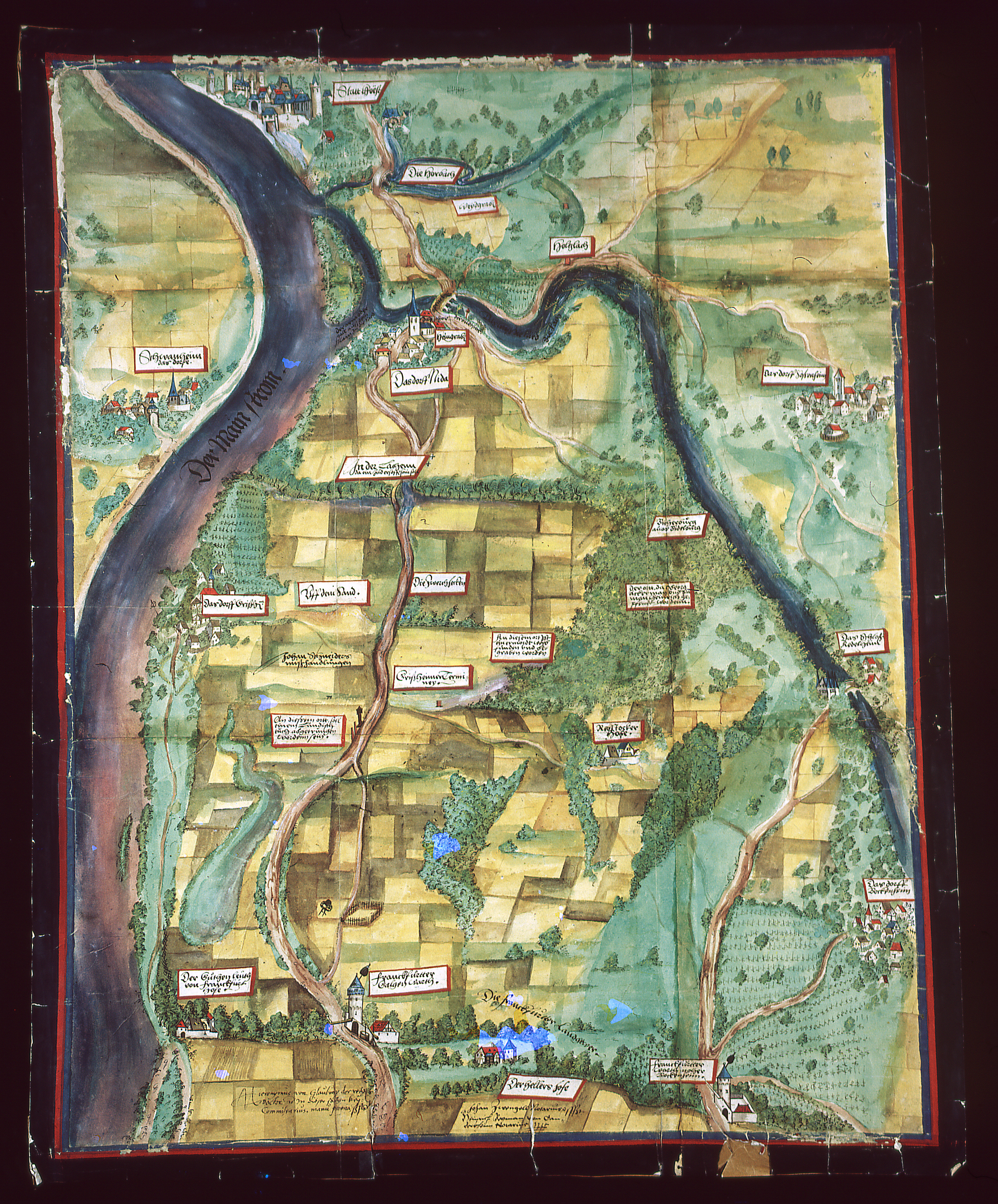
Stereographische Projektion des Gebietes zwischen Main und Nidda zwischen 1536 und 1552

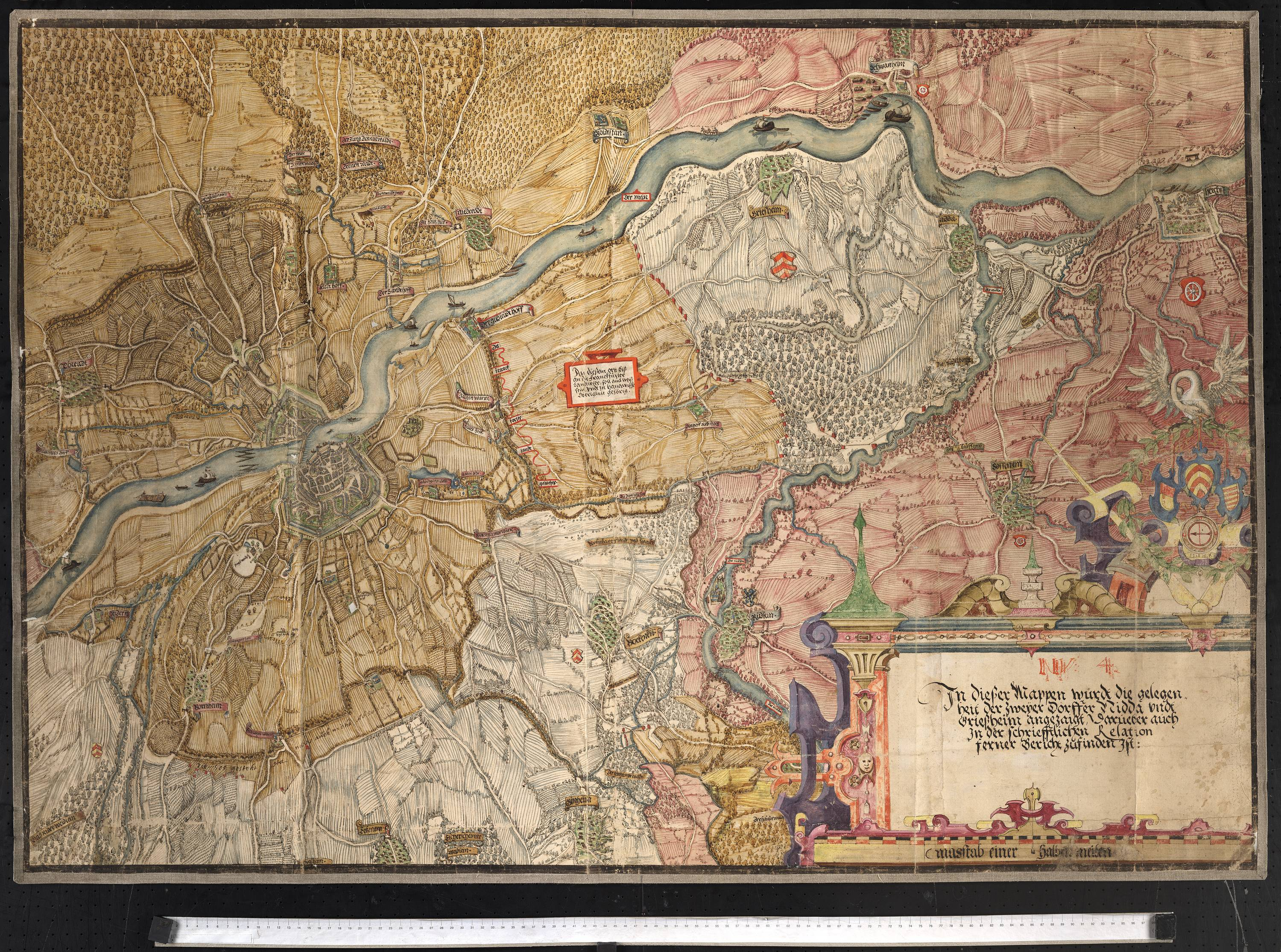
„Die Dörfer Nied und Griesheim“ (Hoffmann’s Blatt 4 als Blatt 2 des Kartenbandes Grenz- und Grundrisse des Amtes Bergen) – Karte von 1583 des vereidigten Landmessers und Kartographen Elias Hoffmann (gest. 1592) aus Frankfurt

Um 500 n. Chr. vollzog sich die Fränkische Landnahme, 770 n. Chr. wurde erstmals der Niddagau erwähnt, zu dem Nied im Hochmittelalter zählte. Um 817 n. Chr. wurde ein Fiscus Franconofurt, ein königlicher Herrschaftsbereich erwähnt, zu dem auch Nied gehörte.
Seit dem Jahr 1105 n. Chr. waren die Familien Diehl als Landwirte in Nied ansässig. Eine Pfarrei wurde in Nied erstmals 1160 n. Chr. erwähnt. Um 1200 n. Chr. zerfiel der Fiskus Frankfurt. Aus den Reliktgebieten bildete sich auch das Gericht Bornheimerberg und das spätere Amt Bornheimerberg, zu dem Nied gehörte. Die älteste erhalten gebliebene Urkunde des Ortes stammt von Erzbischof Siegfried II. von Mainz vom 21. Februar 1218, wobei auch eine Kirche im Dorf erwähnt wird. Zum Kirchspiel gehörten Griesheim, Sossenheim, Breitenloch – ein 1619 untergegangenes Dorf zwischen Sossenheim und Rödelheim  – und 1274 auch die Wüstung Biegen, ein 1295 untergegangenes Dorf mit Burg der Herren von Biegen. Das Dorf soll einst nördlich des Römerhofs gelegen haben. „Als Quelle für die ehemalige Existenz von Biegen wird der folgende Text angegeben: Das Mainzer geistliche Gericht beurkundet, dass Heinrich, Sohn des Frankfurter Bürgers Siegfried von Gisenheim, Pfarrer zu Massenheim, (Heinricus, filius Sifridi de Gisenheim, civis Frankenfordensis, rector ecclesie in Mussenheim) auf einen von ihm und seinen Miterben widerrechtlich angesprochenen Zehnten einer Hufe5 in Bigen in der Pfarrei Nied für das Stift Mariengreden zu Mainz verzichtet habe. Mainz, 1274 Juni 14...Der letzte Ritter Friderich Stayl (Stahl) von Bigen verkauft als letzte Güter seine Anteile an einem Kloster in Hattersheim (1285) und an dem Dorf Igstadt (1288). 1329 bekennt er sich schuldig Frankfurter überfallen zu haben (sotan bruche und ubirgriffe). 1360 ist in nassauischen Urkunden nachzuweisen, in welchem Jahre der letzte Ritter des Geschlechts mit Hermann von Bigen ausstirbt. Etwa 1295 soll Biegen bereits zur Wüstung und das Land an die umliegenden Gemeinden verteilt worden sein.“
„Breitenloch ist in verschiedenen Schreibweisen in 18 mittelalterlichen Urkunden (LAGIS, Arcinsys) zuerst als karolingische Siedlung nachgewiesen. Sie liegt im Stadtteil Sossenheim in der Nähe der Ausfahrt der A 648 Richtung Rödelheim. Sie bestand aus dem Gutshof mit Adelssitz der Edlen (Ritter) zu Breitenloch wie Waltherus von Sozenheim. Der Gutshof und die Anwesen der ansässigen Hübner hatten wahrscheinlich 200 ha Land und 50–60 Einwohner...Ernteausfall im 14. Jahrhundert führte zu Hungersnöten, der Bevölkerungsrückgang wurde durch Pestepidemien 1518–1525, 1547–1550, 1625/1635 und 1664–1666, die damals auch in Sossenheim ausgebrochen waren, verschärft. Zwischen 1637 und 1719 gab es zudem eine kalte Phase der Kleinen Eiszeit, in der Breitenloch zur Wüstung wurde.“
Kirchliche Mittelbehörde war das Archidiakonat des Propstes von St. Peter in Mainz, Dekanat Eschborn. 1268 hatte das Stift St. Maria ad Gradus in Mainz die Dorfherrschaft inne. 1268 verpachtete das Stift St. Mariengraden seinen Hof in Nied mit Zubehör und dem Schultheißenamt auf 9 Jahre an Folzo von Durencheim. Ab 1269 hält das Stift St. Mariengraden in Nied jährlich 1–2 Mal Hofgericht. 1474 und nochmals 1485 übergab das Stift die Dörfer Nied und Griesheim mit der hohen und niederen Gerichtsbarkeit an das Mainzer Erzstift.
Nach Absetzung des Kaisers Friedrich II. fand am 5. August 1246 die Schlacht an der Nidda bei Nied statt. Friedrichs Sohn Konrad IV. und dessen Gegenkönig Heinrich Raspe von Thüringen kämpften um die Thronfolge.
Im Jahr 1320 verpfändete König Ludwig IV. den Bornheimerberg – und so auch Nied – an Ulrich II. von Hanau. 1351 erneuerte Kaiser Karl IV. diese Pfandschaft für Hanau. Bereits 1364 bis 1366 kam es zu Streitigkeiten zwischen Philipp dem Älteren von Falkenstein und Ulrich III. von Hanau um die Einkünfte aus dem Bornheimer Berg und dem Dorf Nied (Reichskrieg). Viele Ritter der Umgebung wurden zu Überfällen auf Kaufleute verleitet, die zur Frankfurter Messe unterwegs waren. Daraus resultierte das sogenannte Raubrittertum. 1389 kam es zur Kronberger Fehde, einer kriegerischen Auseinandersetzung zwischen den Rittern von Kronberg und der Reichsstadt Frankfurt; die Stadt Frankfurt ließ die Niddabrücke in Nied zum Schutz vor den Kronbergern abreißen. 1434 wurde Graf Reinhard II. von Hanau von Kaiser Sigismund mit dem Bornheimerberg belehnt. Bei der Teilung der Grafschaft Hanau im Jahr 1458 kam der Bornheimerberg zur Grafschaft Hanau-Münzenberg. Die Ortsherrschaft war damit zwischen dem Kurfürstentum Mainz und der Grafschaft Hanau umstritten. Das Kurfürstentum ordnete das Dorf seinem Amt Höchst zu. 1489 wurde der Bau einer steinernen Kirche verfügt.
Für das Jahr 1275 liegt eine erste urkundliche Erwähnung einer Holzbrücke über die Nidda vor. Ab 1342 wurde Brückenzoll erhoben. Um 1410 bestätigte Kaiser Sigismund der Stadt Frankfurt ihre Rechte an dieser Brücke, die sie zur Sicherheit des Reiseverkehrs zur Messe Frankfurt unterhielt. Durch die Brücke wurde das Fischerdorf auch zu einem Rastplatz auf dem Handelsweg von Mainz nach Frankfurt.
Das Dorf war von Gräben mit Zäunen und zwei mächtigen Falltoren geschützt. Der wehrhafte Kirchturm prägte das Ortsbild. Unterhalb der Niddabrücke (heutiger Kerbeplatz) befand sich damals der Bildstock zu St. Wolfgang. In Richtung Höchst lagen einst Weinfelder, am Mainufer zwischen Nied und Griesheim ein Wäldchen auf der Heide und ein jüdischer Friedhof – heute Industriegelände. Ab 1438 besaß Nied Burgrecht in Frankfurt, das heißt, seine Bewohner fanden in unruhigen Zeiten Zuflucht hinter dessen Stadtmauer.

### Historische Namensformen

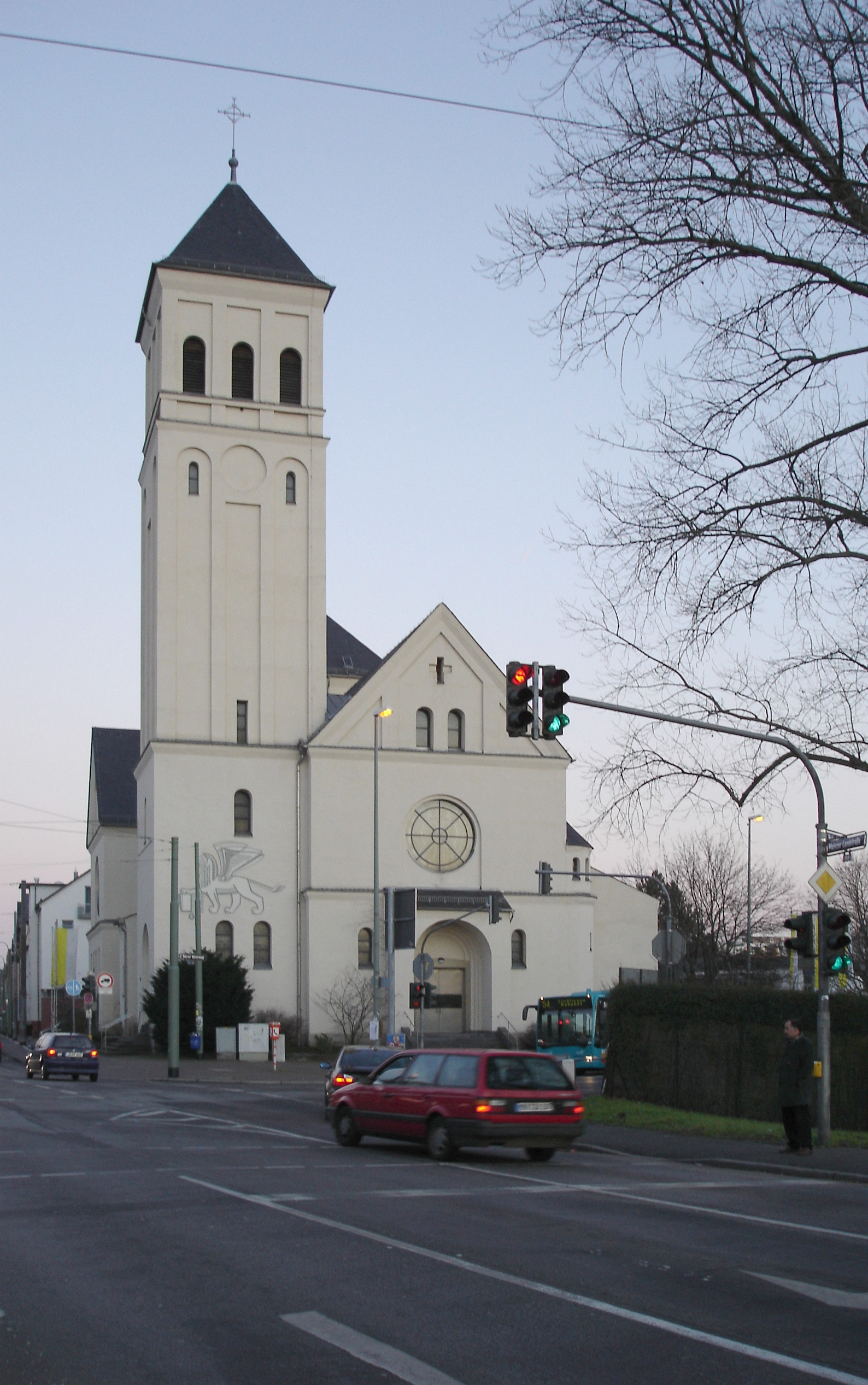
Katholische Markuskirche an der Mainzer Landstraße

Der Ortsname stammt ursprünglich aus dem Keltischen und steht in Zusammenhang mit dem Fluss Nidda.
- Nide (1035, Zuordnung zweifelhaft)
- Nitha (um 1150)
- Nithe (1218)
- Nithe (1223)
- Niede (1268)
- Nyeda (1271)
- Niede (1274)
- Nide (1274)

### Frühe Neuzeit

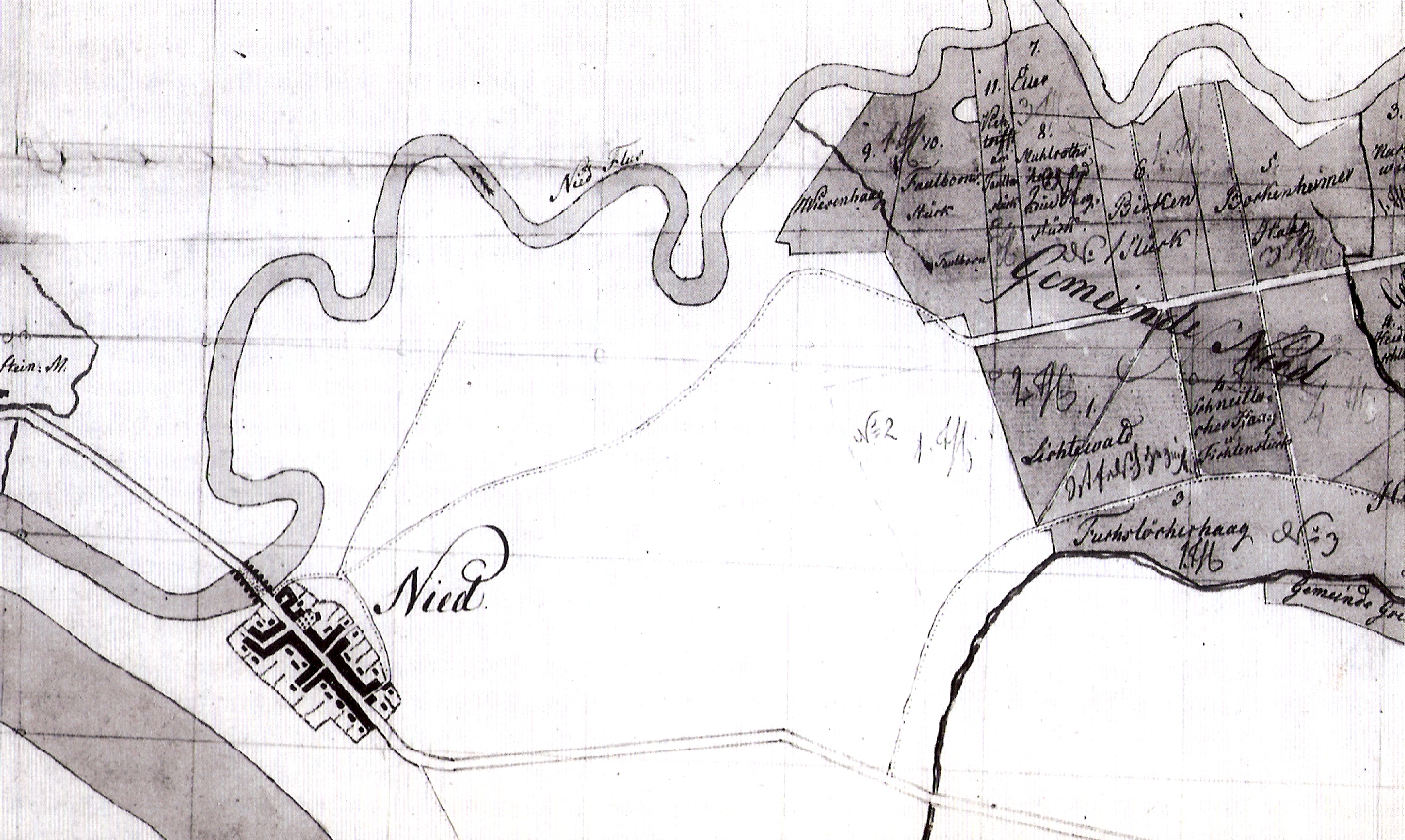
Nied auf einer Gemarkungskarte von 1810

Im Jahr 1592 verpfändete das Erzstift seinen Anteil an den Dörfern Griesheim und Nied an die Grafen von Hanau. 1684 tauschten Kurmainz und Hanau eine Reihe von Rechten in Kondominaten und Gebieten ähnlich gemischter Ansprüche. Dabei fiel Nied an Mainz.
Mitte des 16. Jahrhunderts wurde die Reformation in Nied nach lutherischem Modus durch die Grafen von Hanau eingeführt. In einer „zweiten Reformation“ wurde die Konfession der Grafschaft Hanau-Münzenberg erneut gewechselt: Graf Philipp Ludwig II. verfolgte ab 1597 eine entschieden reformierte Kirchenpolitik und machte von seinem Jus reformandi Gebrauch – mit diesem Recht, als Landesherr die Konfession seiner Untertanen zu bestimmen, setzte er den Calvinismus für seine Grafschaft weitgehend als verbindlich durch – nicht jedoch in Nied. Unter dem Schutz von Mainz machten nicht alle Untertanen diesen zweiten Konfessionswechsel mit und ein römisch-katholischer Bevölkerungsanteil verblieb. Zwischen Lutheranern, Calvinisten und Katholiken brachen jahrzehntelange Konfessionsstreitigkeiten aus. Allerdings teilten 1828 die drei Konfessionen sich letztendlich gemeinsam das eine vorhandene Kirchengebäude als Simultankirche, bis 1908 eine eigene evangelische Saalkirche in klassizistischem Stil errichtet und um einen Turm ergänzt wurde (heute: evangelische Christuskirche). 1906/07 wurde die von dem Architekten Hans Rummel entworfene römisch-katholische St. Markuskirche gebaut.
Im Dreißigjährigen Krieg wurde Nied mehrfach zerstört, unter anderem durch die Truppen des Herzogs Christian von Braunschweig. Im Juni 1622 fand hier die Schlacht bei Höchst statt, in dem die Katholische Liga unter Graf Tilly und Gonzalo Fernández de Córdoba auf die Protestantische Union traf (die Straßennamen Tillystraße und Schwedenpfad erinnern daran). Landsknechte verschleppten die Bewohner. 1648 zählte der Ort noch fünf Nachbarn und einige ledige Leut. 1693 lebten in Nied wieder 28 Familien, davon 13 Bauern und 7 Fischer, und in der Kirchenruine wurde Gottesdienst nach römisch-katholischem Ritus gehalten.
Im Jahr 1787 ordnete das Kurfürstentum Mainz das Dorf Nied seinem Oberamt Höchst und Königstein und dort der Amtsvogtei Höchst zu.

### Neuzeit

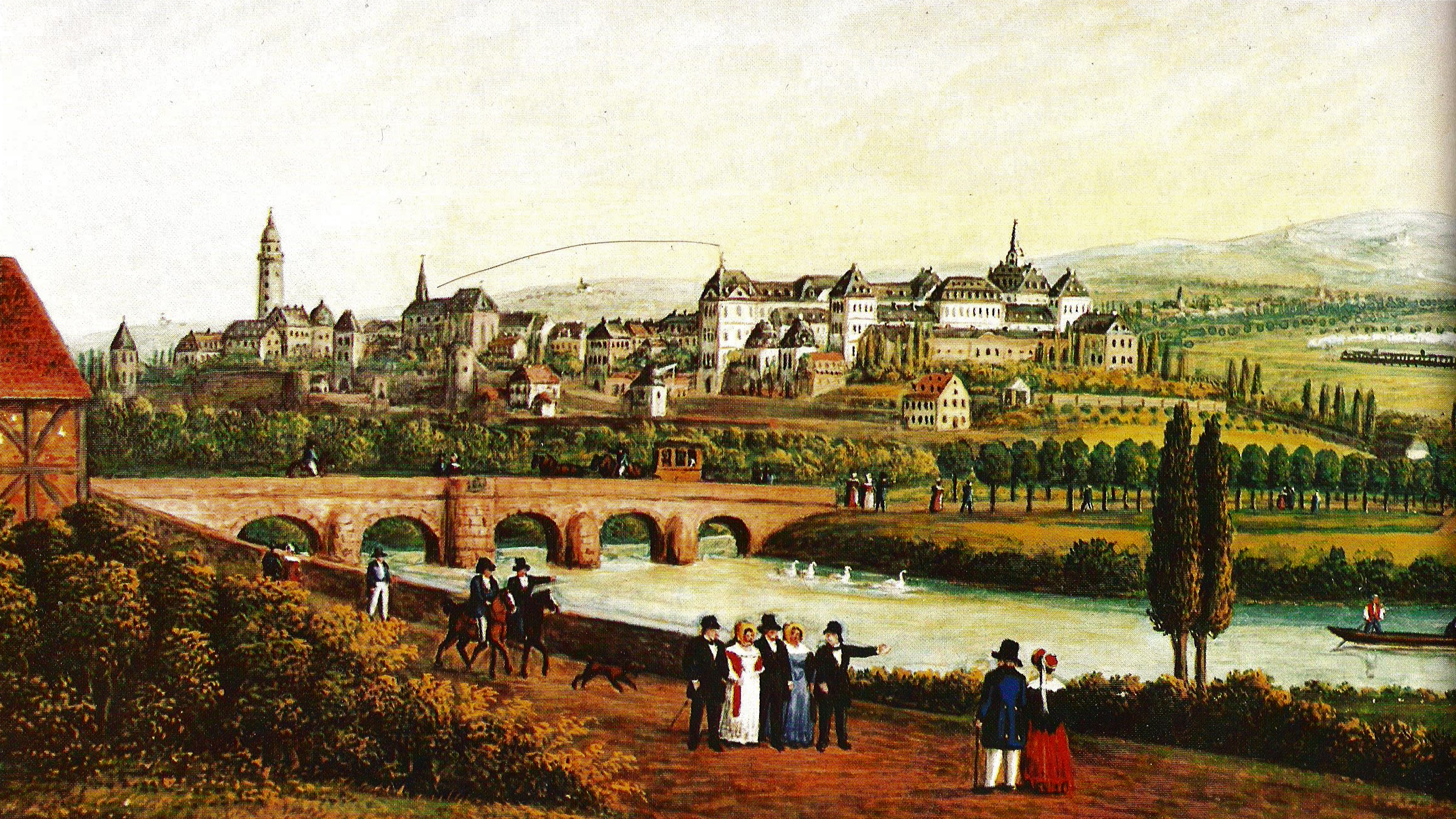
Die alte Nieder Brücke auf einem Gemälde von 1840

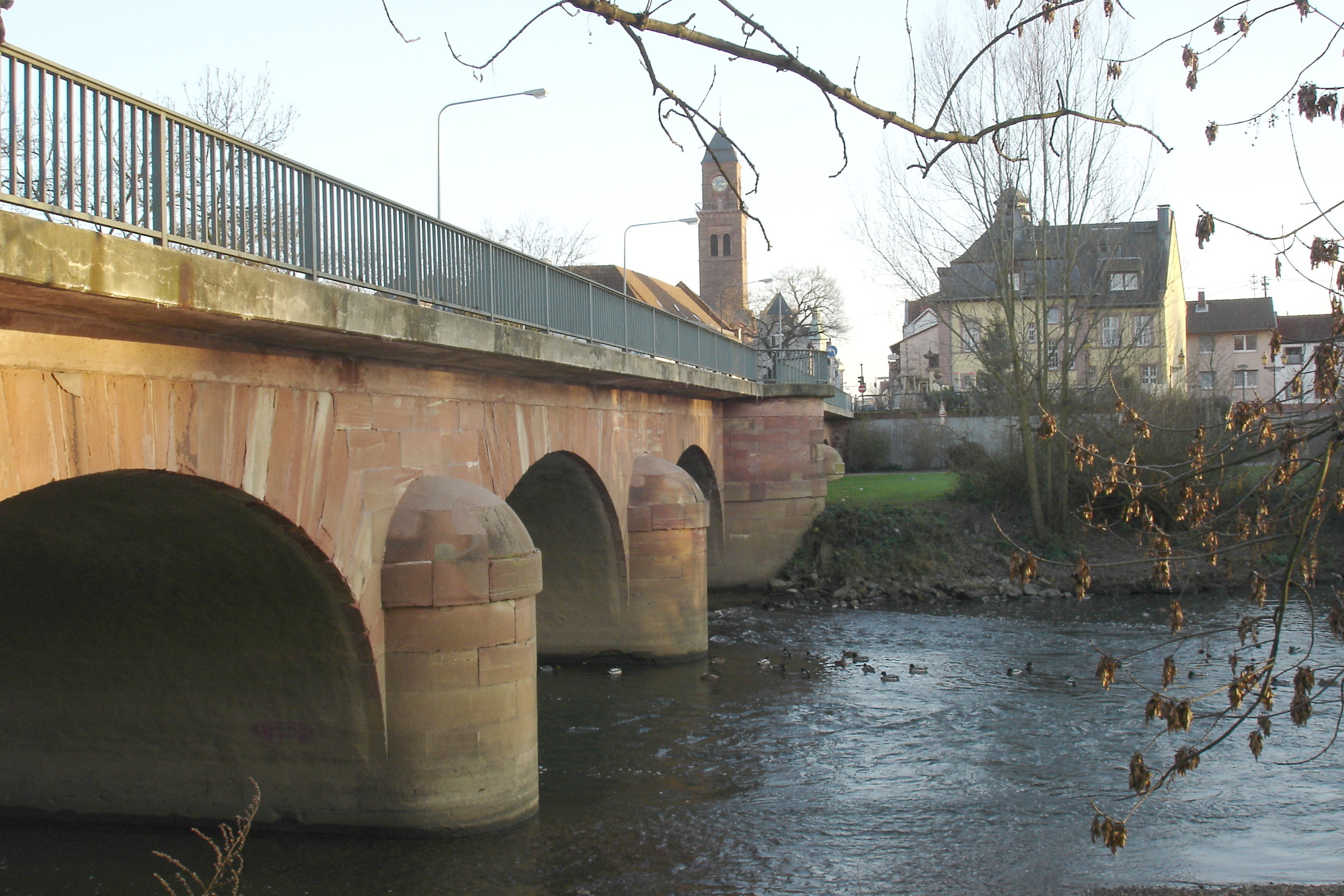
Alte Nieder Brücke

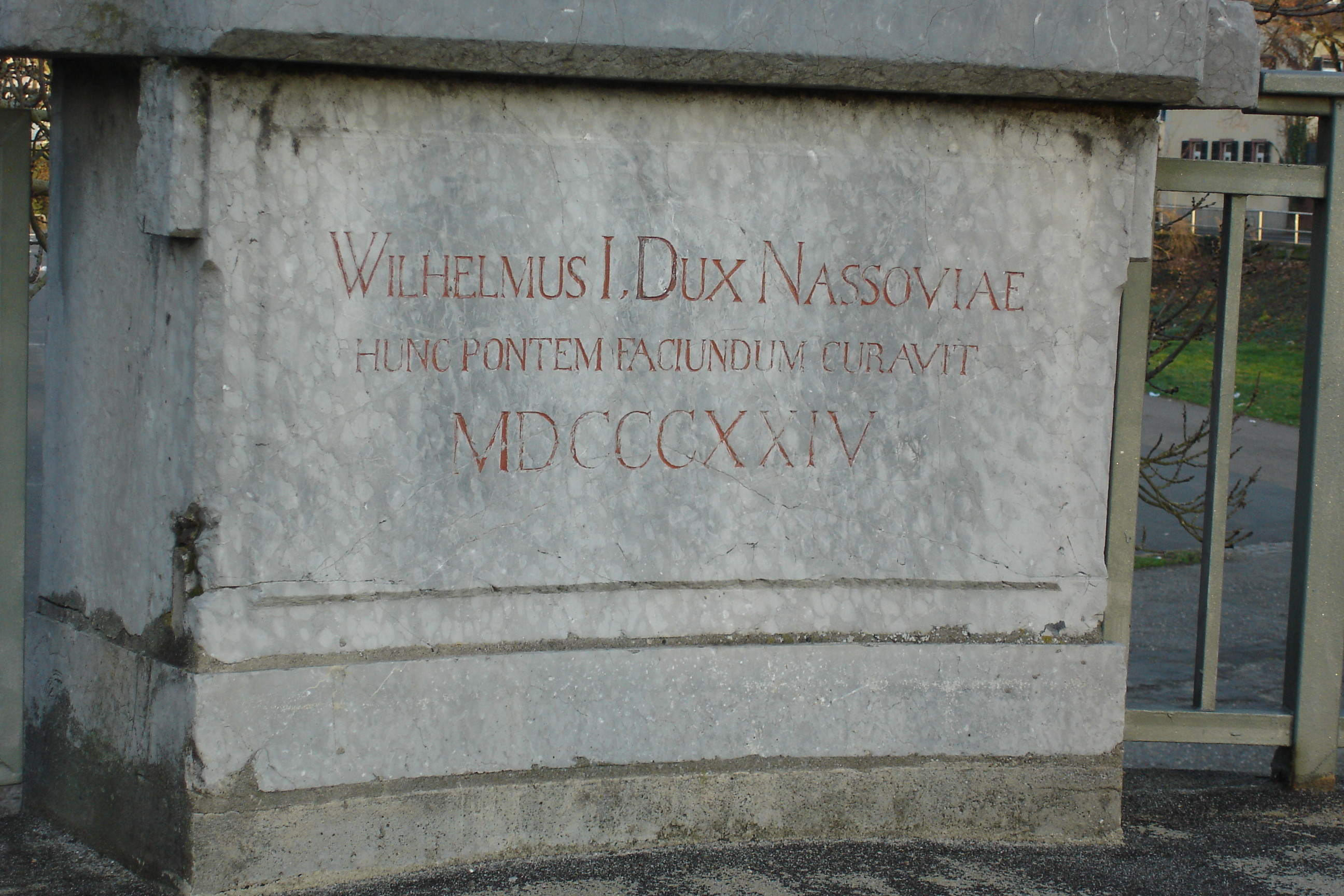
Gedenkstein auf der Alten Nieder Brücke

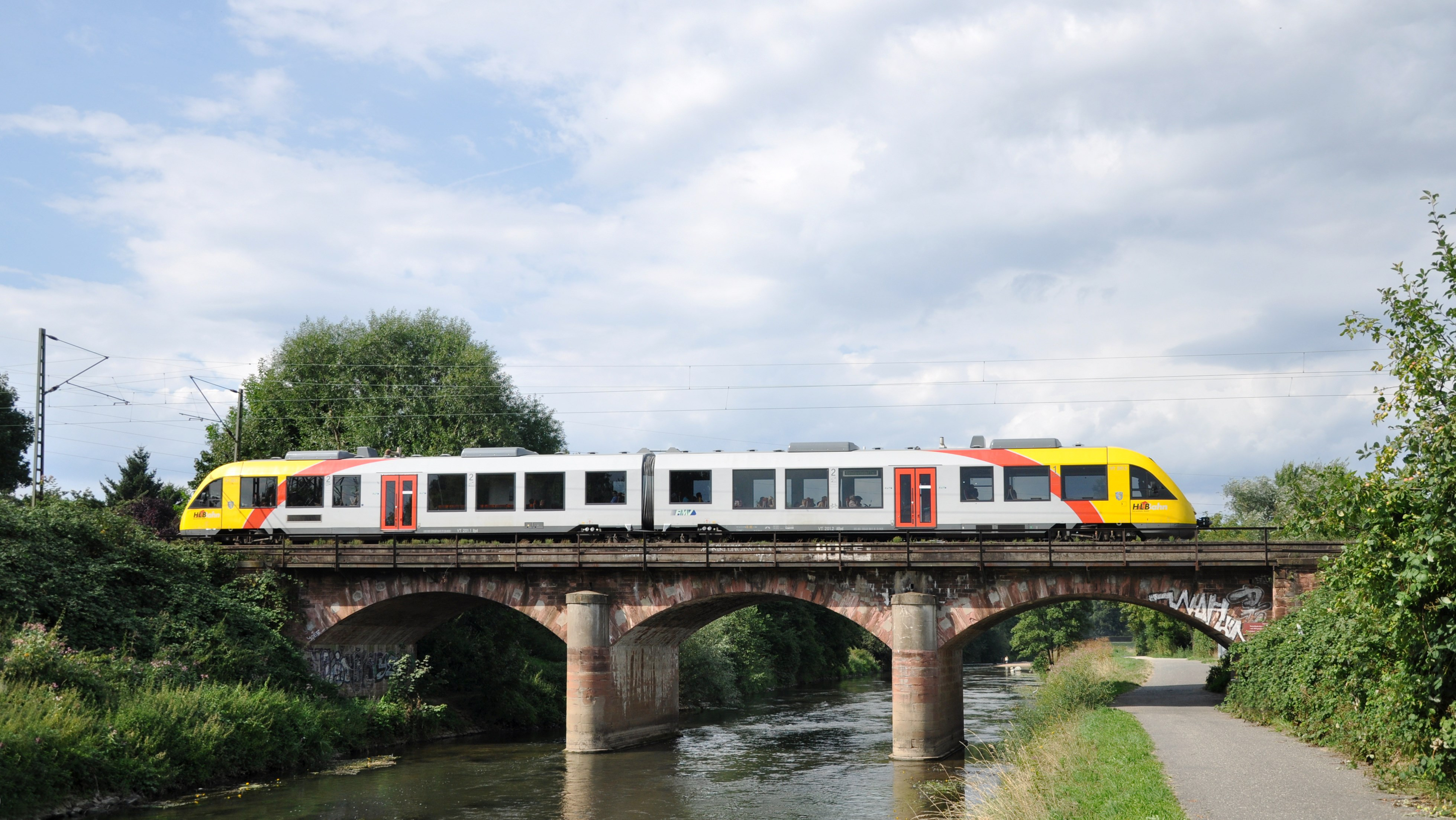
Eisenbahnbrücke Nied

Im Ersten Koalitionskrieg wurde Nied 1795 auch von den kaiserlichen Truppen geplündert. Immer wieder war die Niddabrücke für die kämpfenden Parteien von strategischer Bedeutung. Um 1800 wurden der zweite Mündungsarm der Nidda (heute: Wörthspitze) und der das Dorf umgebende Haingraben zugeschüttet (sogenannte Niedschütt). 1803 fiel Nied im Reichsdeputationshauptschluss an das Fürstentum Nassau-Usingen (ab 1806: Herzogtum Nassau). Hier gehörte es weiter zum Oberamt Höchst und Königstein und zur Amtsvogtei Höchst.
In napoleonischer Zeit wurde Nied von den Franzosen besetzt. 1812 machte die französische Kaiserin Marie Louise beim Schultheis von Nied Station. Sie begleitete ihren Mann Napoleon Bonaparte auf seinem Feldzug nach Osten. Vom 28. bis 30. Oktober 1813 erfolgte der Rückzug Napoleons und der Französischen „Grande Armée“ über die Niddabrücke bei Nied. Von 1816 bis 1866 war Nied wieder Bestandteil des Herzogtums Nassau und hier dem Amt Höchst zugeordnet.
1824 wurde die hölzerne durch eine steinerne Niddabrücke ersetzt. Die Sandsteinkonstruktion mit sechs weiten Flutbögen hat bis heute jedem Hochwasser von Main und Nidda widerstanden. Ein Gedenkstein (aus Lahnmarmor) erinnert an den Wiederaufbau nach der Zerstörung durch die Franzosen.
Das Herzogtum Nassau unterlag als Verbündeter Österreichs 1866 im Preußisch-Österreichischen Krieg dem Königreich Preußen. Dieses annektierte daraufhin das Herzogtum und damit auch Nied. Ab 1867 gehörte Nied deshalb zur Preußischen Provinz Hessen-Nassau, zum Regierungsbezirk Wiesbaden und zum Landkreis Wiesbaden, von 1886 bis 1928 zum Landkreis Höchst.
1838 wurde die Taunus-Eisenbahn durch die Nieder Gemarkung geführt. Seit 1879 wurde die weiter südlich gelegene Bahnstrecke Frankfurt–Limburg durch die Hessische Ludwigsbahn (HLB) in Betrieb genommen. Doch erst 1888 erhielt Nied für den Nahverkehr einen eigenen Halt und 1915 ein Empfangsgebäude (Bahnhof).

### Vom 20. Jahrhundert bis heute

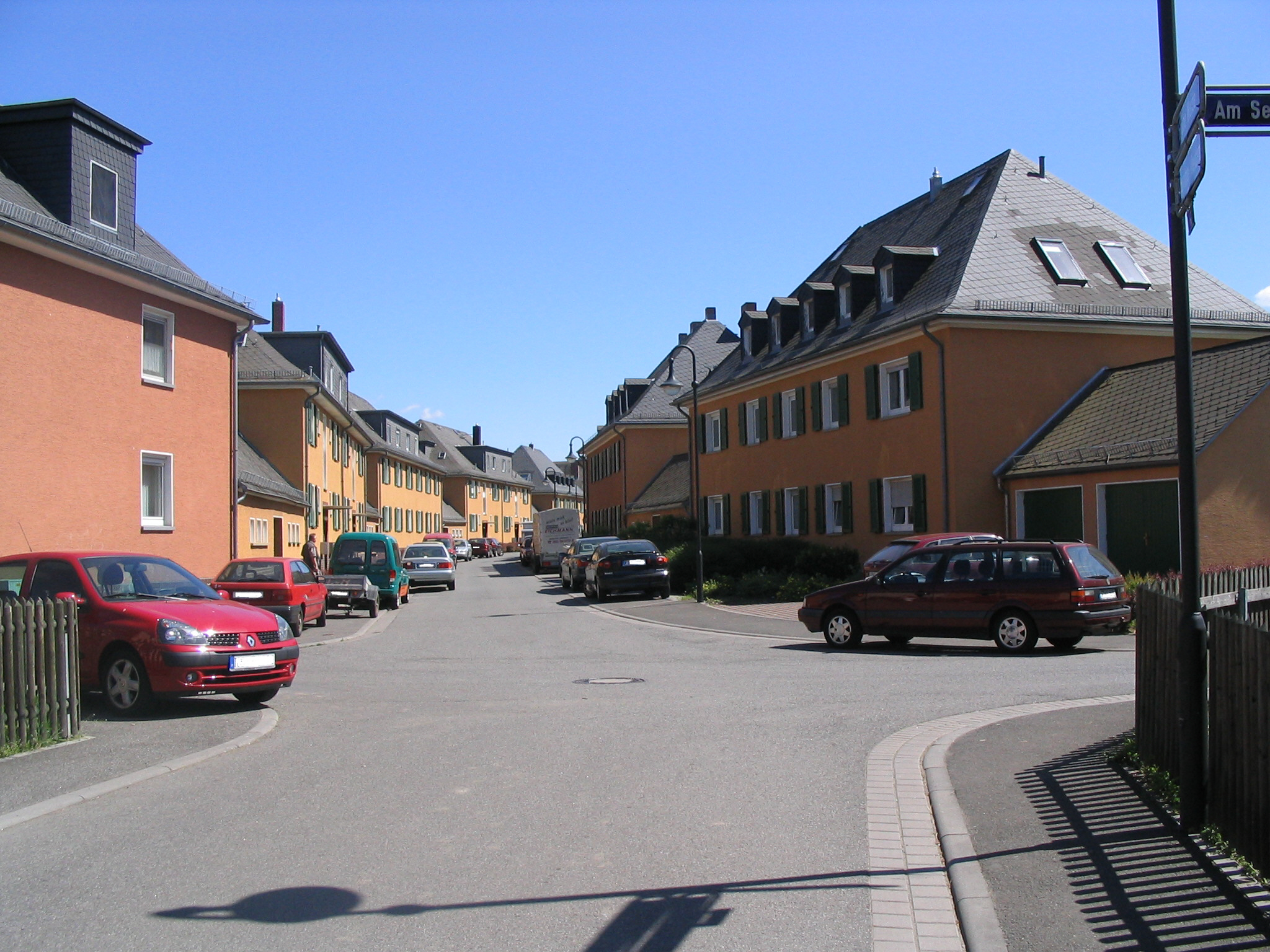
Eisenbahnersiedlung in Frankfurt-Nied

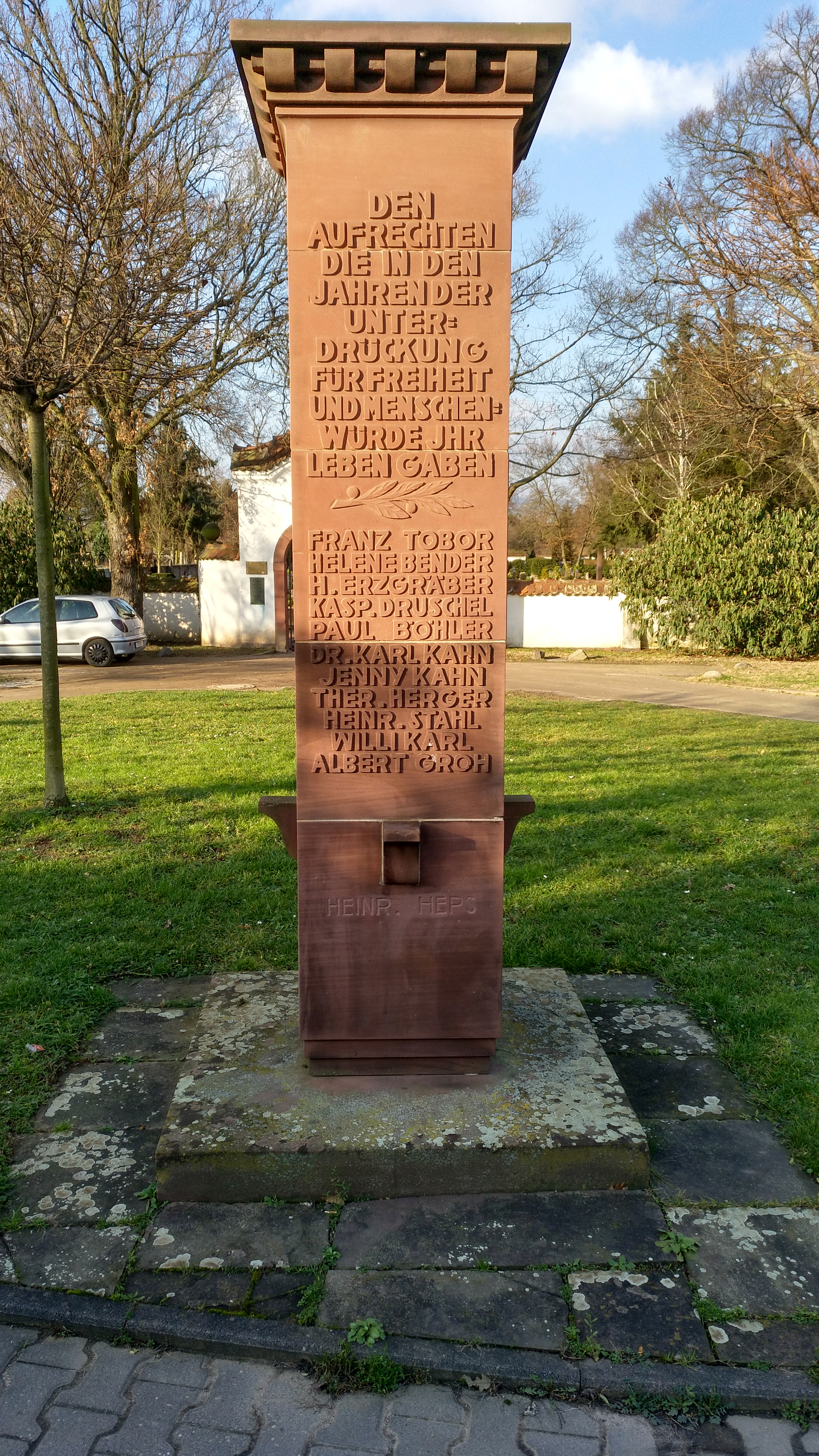
Gedenksäule vor dem Nieder Friedhof

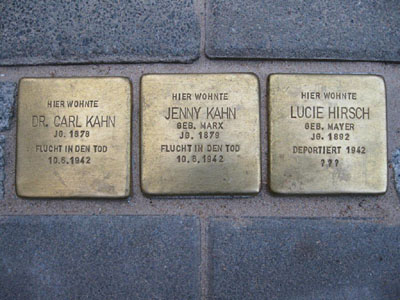
Stolpersteine an der Oeserstraße 54, Dr. Carl und Jenny Kahn

Ab 1902 wurde die Nieder Zeitung herausgegeben. 1905 entstand das Villenviertel zur Ansiedlung besserer Steuerzahler. Der kaiserliche Postverwalter Josef Benner verfasste 1910 die erste Chronik des Dorfes Nied am Main.
Ein wichtiger Orden für die gesamte Diözese Limburg waren die Armen Dienstmägde Jesu Christi aus Dernbach; sie besaßen in Frankfurt 22 Niederlassungen, so auch in Nied, betreuten Kindergärten, Alten- und Pflegeheime und waren in der ambulanten Krankenpflege tätig. Der Orden der Armen Dienstmägde Jesu Christi gründete 1908 eine Niederlassung in Nied. Im Schwesternhaus (heute Heimatmuseum Nied) befand sich eine Krankenambulanz, ein Kindergarten und eine Handarbeitsschule. 1936 bestand der Konvent aus sechs Schwestern. 1956 arbeiteten noch fünf Dernbacher Schwestern in Nied in der ambulanten Krankenpflege. Sie betreuten einen Kindergarten und eine Näh- und Handarbeitsschule.
Als 1918 die Eisenbahndirektion Frankfurt am Main das Ausbesserungswerk Nied (AW Nied) eröffnete und eine Eisenbahnersiedlung (Nied-Nord) errichtete, kam es zu einem erheblichen Zuzug – vor allem aus Süddeutschland. Das Ausbesserungswerk beschäftigte Hunderte von Mitarbeitern. Die Siedlung zählt zu den wenigen in Deutschland noch in ihrer ursprünglichen Art erhaltenen Wohndenkmälern und steht als Kulturdenkmal nach dem Hessischen Denkmalschutzgesetz unter Denkmalschutz.
Nach dem Ersten Weltkrieg gehörte Nied von 1918 bis 1930 zur Französischen Besatzungszone. 1928/1929 wurde der Unterlauf der Nidda durch Begradigung und Wehre reguliert, wodurch auf Nieder Gemarkung fünf Nidda-Altarme entstanden – Grillscher Altarm, Waldspitze, Kellerseck, Wiesengraben und Rondell.
Ferdinand Scholling (1867–1952) war der letzte Bürgermeister der bis 1928 eigenständigen Gemeinde Nied. Am 1. April 1928 wurde Nied in die Stadt Frankfurt am Main eingemeindet. Alte Straßennamen wurden, um Dopplungen zu vermeiden, teilweise durch neue Bezeichnungen ersetzt. So erhielt die Frankfurter Straße die neue Bezeichnung Mainzer Landstraße und die am Bahnwerk vorbeiführende Rödelheimer Straße den Namen Oeserstraße (nach Rudolf Oeser, dem vormaligen Reichsverkehrsminister und ersten Reichsbahndirektor).
Während der Zeit des Nationalsozialismus weihte die NSDAP im April 1934 an der Wörthspitze einen Thingplatz ein. 1937 wurde hier ein Ehrenmal errichtet, das 1965 abgebrochen wurde und dessen Reste heute am Mainufer als Aussichtsplattform und Spielplatz dienen. Für die Opfer des Nationalsozialismus wurde am Kahnplatz vor dem Friedhof eine Gedenksäule errichtet. In Nied wurden bislang 13 Stolpersteine für Opfer mit den Familiennamen Bender, Salomon, Hirsch, Kahn, Herger und Heps verlegt.
Nach dem Zweiten Weltkrieg kontrollierten die US-Streitkräfte den Verkehr nach Schwanheim an einer drehbaren Holzbrücke (Notbrücke) über den Main, die 1963 durch die neue Schwanheimer Brücke ersetzt wurde.
Das Eisenbahn-Ausbesserungswerk musste veränderten Betriebsbedingungen der Deutschen Bundesbahn weichen und wurde 1967 stillgelegt. 1981 zeitweilig besetzt, wurde es nach polizeilicher Räumung abgerissen. Die Fläche wurde mit Wohnhäusern bebaut. Diese Erweiterung der Eisenbahnersiedlung, der Bau der Siedlungen Parkstadt, Nied-Süd, Nied-Ost und die Bebauung des ehemaligen Ausbesserungswerks an der Oeserstraße haben die Wohnbaufläche des Stadtteils mehr als verdreifacht.

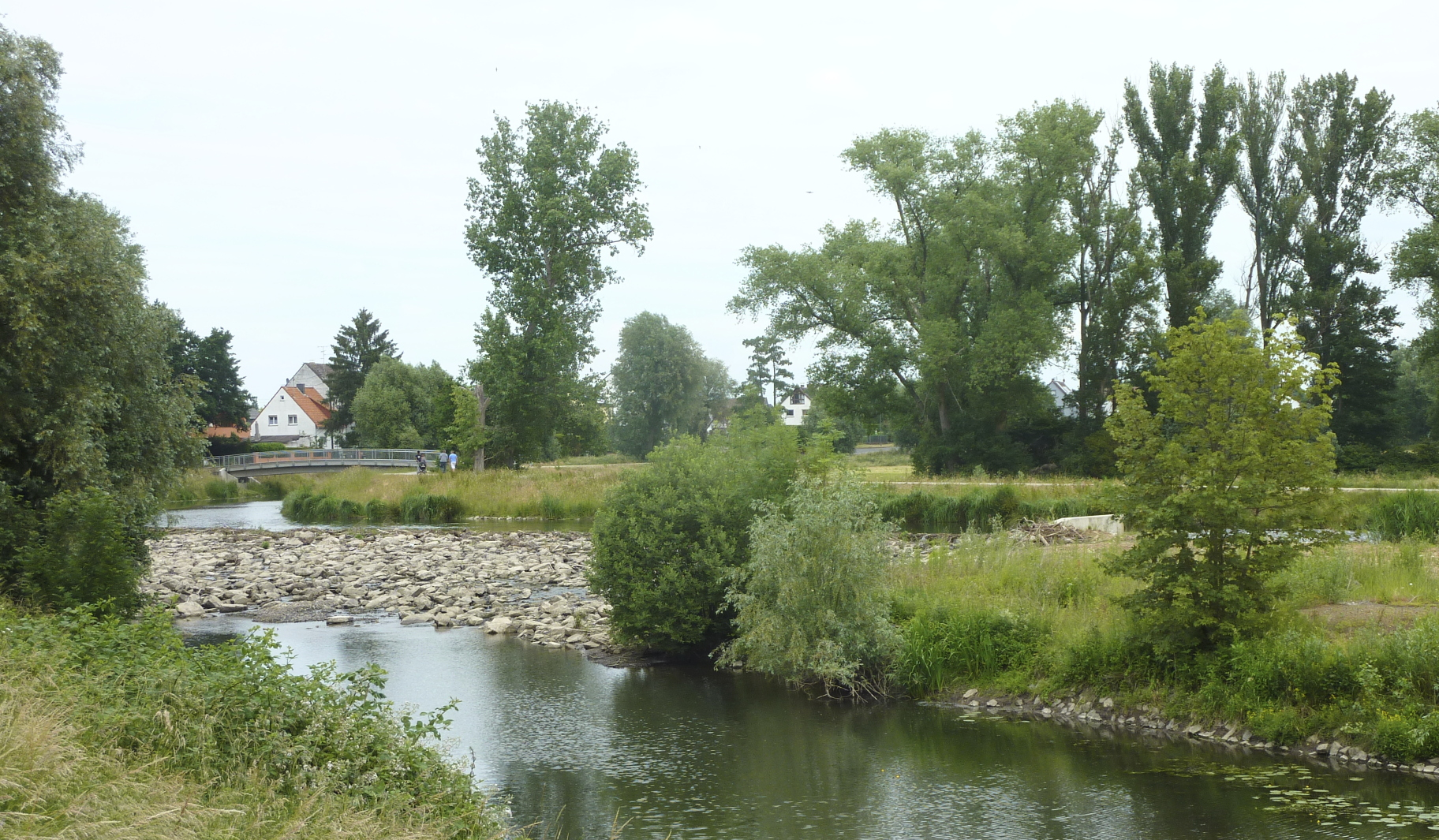
Die renaturierte Nidda zwischen Höchst (links) und Nied (Bildmitte), Blick flussaufwärts; links im Hintergrund Wohnhäuser der Siedlung Im Mittleren Sand, davor die Fußgängerbrücke über den Fluss (Juni 2015)

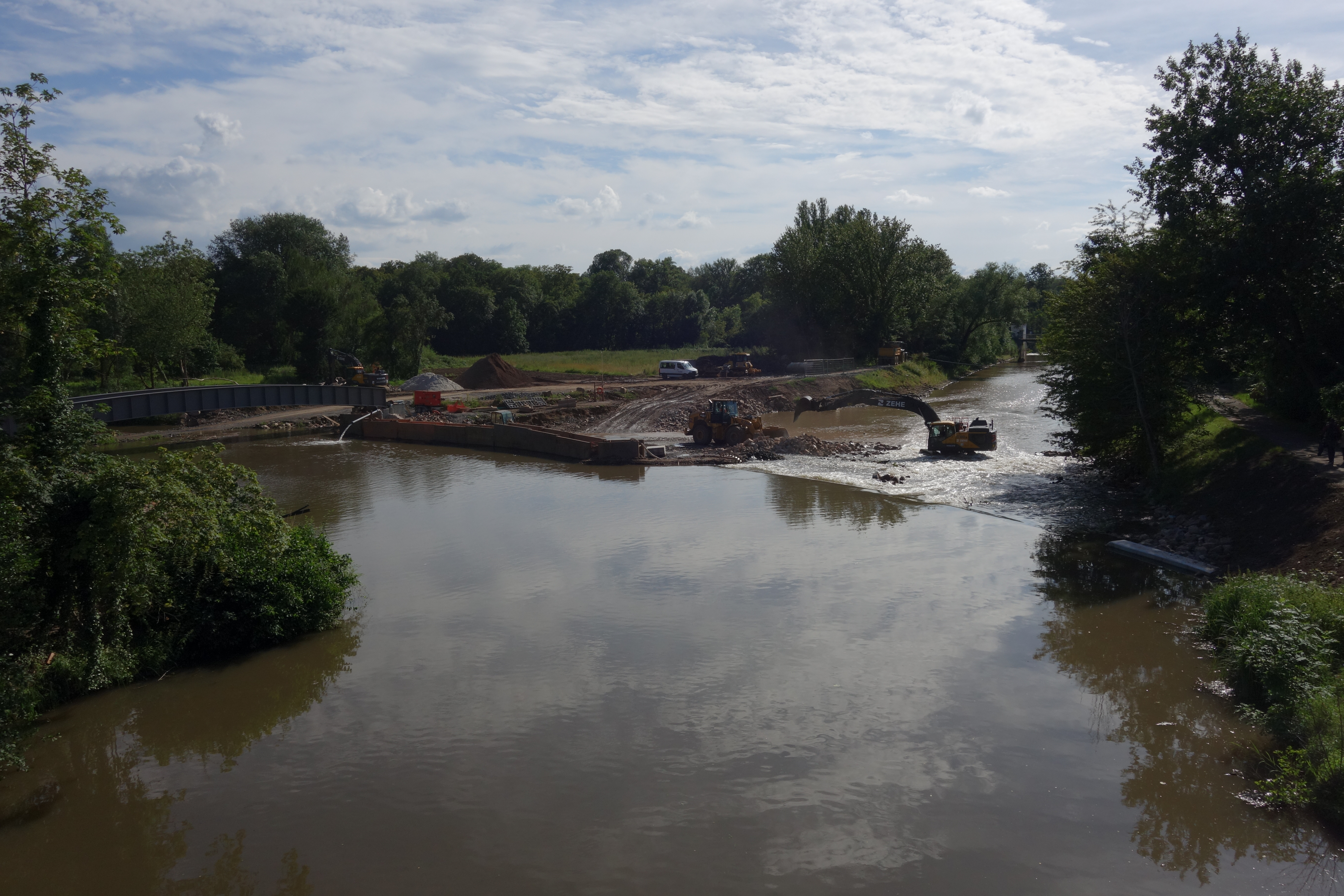
Renaturierungsarbeiten im Sommer 2024 an der Nidda beim Sossenheimer Wehr (im Hintergrund erkennbar, inzwischen abgerissen) nahe dem Westkreuz Frankfurt. Das rechte Ufer gehört zu Sossenheim, das linke zu Nied.

Ab 2012 wurde die Nidda renaturiert und das Höchster Wehr mit dessen begradigtem Abschnitt zurückgebaut. Die dort geschaffenen Stromschnellen mit einer neu angelegten Insel ermöglichen den Fischen aus dem Main wieder in die Nidda aufzusteigen und dort zu laichen. Eine neue Fußgängerbrücke wurde gegenüber dem Sulzbach errichtet. Unmittelbar an der Nieder Polo-Anlage befindet sich seitdem auch der bei vielen beliebte „Niddastrand“ für Freizeit und Erholung. Im Frühsommer 2023 wurde das Sossenheimer Wehr zurückgebaut, die Radwege bis zum Westkreuz waren gesperrt. Der historische Verlauf der Nidda durch den Grill’schen Altarm sowie die Altarme Waldspitze und Kellerseck soll wieder hergestellt werden.
Ende 2018 entstand an der Mainzer Landstraße am sogenannten „Nieder Loch / Alt-Nied“ ein neuer Wohnbereich, der 131 Wohnungen in Passiv-Bauweise und einen großen Supermarkt vorsieht.
Auf dem Nieder Friedhof wurde bis Mai 2024 „mit Unterstützung der katholischen Pfarrei St. Hildegard ein Platz angelegt, der alle Friedhofsbesucher/innen einlädt, in Ruhe zu verweilen, in sich zu gehen oder das Gespräch zu suchen“, die sogenannte Traueroase.

## Bevölkerung
Bevölkerungsstruktur 2023
Am 31. Dezember 2023 waren von den 20.075 Einwohnern 9.928 weiblich (49,5 %) und 10.147 männlich (50,5 %). 12.201 waren Deutsche (60,8 %) und 7.710 Ausländer (39,2 %).
Einwohnerentwicklung
Am 31. Dezember 2023 hatte Nied 20,075 Einwohner.
| 1580: 120 Einwohner | 1864: 776 Einwohner   | 1946: 9.198 Einwohner  |
| 1620: 160 Einwohner | 1871: 940 Einwohner   | 1950: 10.191 Einwohner |
| 1651: 70 Einwohner  | 1875: 1.035 Einwohner | 1961: 10.086 Einwohner |
| 1668: 90 Einwohner  | 1885: 1.476 Einwohner | 1970: 14.118 Einwohner |
| 1736: 230 Einwohner | 1895: 2.179 Einwohner | 1976: 14.720 Einwohner |
| 1808: 273 Einwohner | 1900: 4.028 Einwohner | 2014: 18.853 Einwohner |
| 1834: 424 Einwohner | 1905: 5.485 Einwohner | 2015: 19.398 Einwohner |
| 1840: 491 Einwohner | 1910: 7.491 Einwohner | 2016: 19.387 Einwohner |
| 1846: 535 Einwohner | 1925: 8.597 Einwohner | 2020: 19.785 Einwohner |
| 1852: 616 Einwohner | 1928: 8.673 Einwohner |                        |
| 1858: 670 Einwohner | 1939: 8.326 Einwohner |                        |

## Religion
- Die evangelische Kirchengemeinde Frankfurt-Nied hat als Standorte die Christuskirche und die Apostelkirche.[33]
- Die vormals zwei römisch-katholischen Kirchengemeinden mit der Dreifaltigkeitskirche und der St.-Markus-Kirche[34] schlossen sich mit fünf weiteren katholischen Gemeinden in Frankfurt-Griesheim, Frankfurt-Gallus und Frankfurt-Bockenheim West (Kuhwald / Rebstock) in einem Gründungsgottesdienst am 5. Februar 2023 zur Pfarrgemeinde neuen Typs unter dem Pastoralnamen St. Hildegard zusammen. Für diesen Verbund ist St. Markus in Nied die zentrale Pfarrkirche, während die zentrale Verwaltung bei St. Gallus angesiedelt ist.[35]
- andere Religionen[36]

## Sehenswürdigkeiten und Kultur

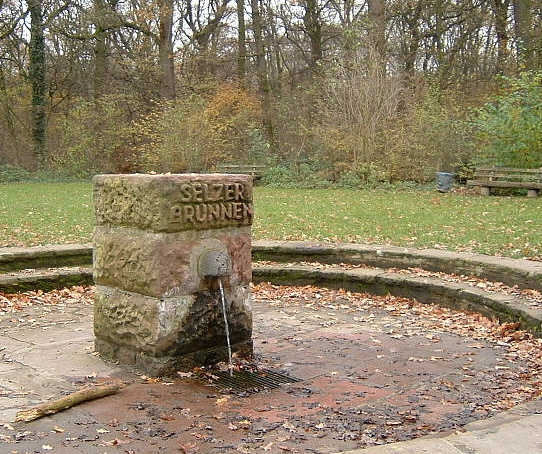
Selzerbrunnen

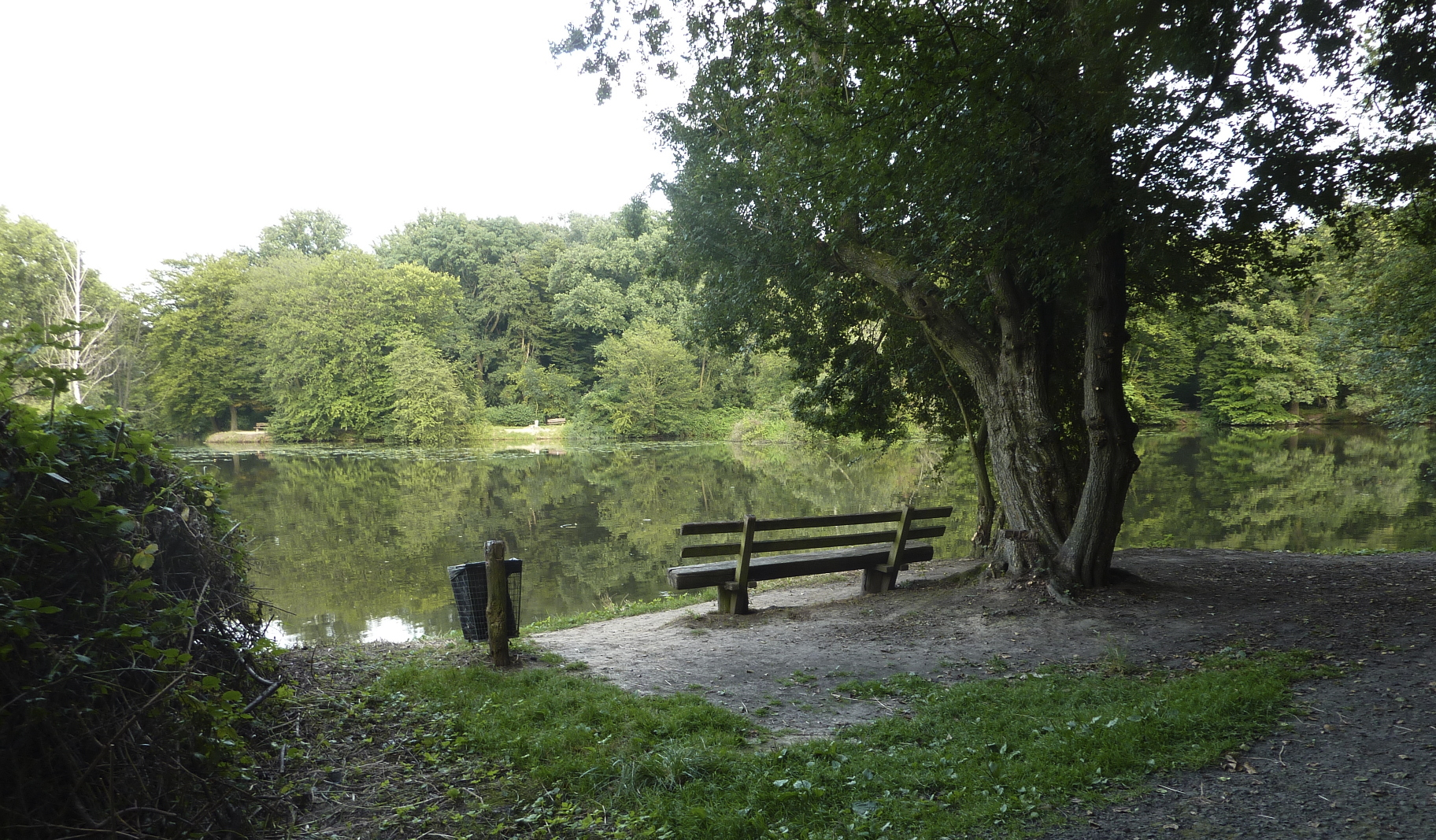
Altarm an der Nidda

### Bauwerke
Im nahegelegenen Niedwald befindet sich der frei zugängliche Selzerbrunnen, ein Mineralbrunnen, dessen Wasser zwar trinkbar ist, jedoch einen hohen Anteil Schwefelwasserstoff enthält. Ein zweiter schwefelhaltiger Mineralbrunnen (Faulbrunnen) befindet sich innerhalb der Eisenbahner-Siedlung in der Straße Brunnenpfad. Als „Faulbrunnen“ bezeichnet man Quellen, deren Wasser durch Schwefelwasserstoff einen unverwechselbaren Geruch nach faulen Eiern haben und deren Wasser als Heilwasser auch für Hautkrankheiten benutzt wird. Der Faulbrunnen in Nied wurde schon Ende des 16. Jahrhunderts in der balneologischen Literatur mit umfangreichen Heilanzeigen gepriesen. Die gewerbliche Nutzung und der Versand von „Nieder Schwefelwasser“ musste aus Konkurrenzgründen zum Weilbacher Schwefelbrunnen unterbleiben. Vor der Eingemeindung wurde über einen möglichen Bäder- und Kurbetrieb nachgedacht.
Im 1840 errichteten und 1908 umgebaut und erweiterten Rathaus an der Niddabrücke ist heute ein Polizeiposten eingerichtet. Die seit 1839 genutzte Eisenbahnbrücke Nied der Taunus-Eisenbahn über die Nidda ist eine der ältesten noch in Betrieb befindlichen Eisenbahnbrücken Deutschlands (Sandsteinkonstruktion von 1838). Die Brücke wurde 2018 saniert.

### Grünflächen und Naherholung
Verschiedene Naturschutzmaßnahmen an der Nidda, an den Altarmen und im Niedwald machen diese Wald-Auenlandschaft zu einem beliebten Erholungs- und Ausflugsziel.
Im Westen des Stadtteils in Richtung Höchst liegt die Wörthspitze, eine große Parkanlage, die sich auf einer ehemaligen Mündungsinsel zwischen Main und Nidda befindet. Sie ist Teil des Frankfurter Grüngürtels.

### Museen
Das Heimatmuseum Nied in der Beunestraße 9a zeigt Relikte der einstigen römischen Zentralziegelei, deren Produkte vorwiegend für die Limesbefestigungen des obergermanischen Heeres hergestellt wurden.

### Vereine
Im Vereinsring Frankfurt am Main.-Nied e. V. sind aktuell 49 Vereine organisiert. Der Anglerverein Nied 1920 e. V. mit Sitz am Altarm Kellerseck nutzt die in der Nidda und den Altarmen vorhandenen Fischgründe. Das Freizeitgelände des Vereins für Freikörperkultur Orplid-Frankfurt befindet sich auf einer von Nidda und dem Altarm Waldspitze gebildeten „Insel“ am Niedwald. 1986 Eröffnung des Nieder Heimatmuseums. Der auf dem Gelände des Reiterhofs Georgshof (ehemals Familie Diehl) ansässige Frankfurter Polo Club bietet im Sommer Polo-Veranstaltungen, die über den Frankfurter Raum hinaus bekannt wurden. Die Stadt Frankfurt am Main hat das Gelände mit 40 Hektar landwirtschaftlicher Nutzfläche 2019 erworben. Im Sommer findet an der Niddahalle regelmäßig ein Beachhandball-Turnier statt, auch sind Tennisplätze und eine Anlage für Bogenschießen vorhanden. Sportlich bekannt war Nied vor allem durch die Sportgemeinschaft 1877 Frankfurt-Nied e. V. Diese war fünffacher Deutscher Meister im Trampolinturnen (zuletzt 2001). Zudem zählten viele erfolgreiche Einzelturner wie Markus Kubicka, der 2003 Weltmeister im Mannschaftsspringen und 2002 Europameister im Synchronspringen wurde, zu deren Mitglieder. Die Vereinsmitglieder haben dem Antrag des Vorstands auf Auflösung und Fusion mit der Eintracht Frankfurt im Mai 2021 zugestimmt. Im September 2021 wurde die ehemalige SG Nied in den Standort der Frankfurter Eintracht für den Frankfurter Westen umbenannt und der Adler der Eintracht an der Niddahalle angebracht. Die Eintracht hat seitdem die Niddahalle innen modernisieren lassen und will künftig eine Fechtanlage und einen Dojo für Karate, Judo und Vovinam sowie Tischkicker und Darts vorsehen. Sie verfügt dank der Fusion nun über eine eigene Kampfsportabteilung. Außerdem laufen noch Fusionsgespräche mit den Gaelic-Footballern von Frankfurt Sarsfields, die bereits in Nied trainieren. Weitere Investitionen der Eintracht in den Standort im Westen sind geplant. In der Karnevalsaison bietet der NCC Abwechslung in der kalten Jahreszeit. Fußballveranstaltungen der Alemannia Nied finden am Sportplatz in Nied-Ost statt.
Seit dem 19. Mai 2021 findet an der Niddahalle jeden Mittwoch von 9–16 Uhr auf Initiative des Gewerbevereins ein Wochenmarkt statt. Der Nieder Geschichtsverein hat 2023 einen neuen Grenzstein zum Stadtteil Höchst in Höhe Russingerstraße / Nidda-Uferweg östlich vom „Gaaßebrickelche“ setzen lassen. Ab März 2024 sind regelmäßige Rundgänge entlang der Nieder Stadtteilgrenzen geplant.

## Wirtschaft und Infrastruktur

### Bildungseinrichtungen
- Fridtjof-Nansen-Schule
- Friedrich-List-Schule
- Niddaschule
- Panoramaschule, Schule für Praktisch Bildbare

### Öffentliche Einrichtungen
In Nied befindet sich die Feuer- und Rettungswache 3. Auf demselben Grundstück, jedoch mit einer anderen Adresse befindet sich die Freiwillige Feuerwehr Frankfurt am Main – Nied.
In der Heinrich-Stahl-Straße 3 befindet sich der Saalbau Nied als Ort für öffentliche Veranstaltungen der Stadt Frankfurt am Main.

### Sportstätten
- Niddahalle/Niddakampfbahn
- Sportanlage am Denisweg (Fußballverein FV Alemannia 08 Nied)
- Poloplatz am Georgshof (Frankfurter Polo Club)
- Calisthenics-Anlage im Park Nied-Süd seit 29. September 2022[49]

### Verkehr

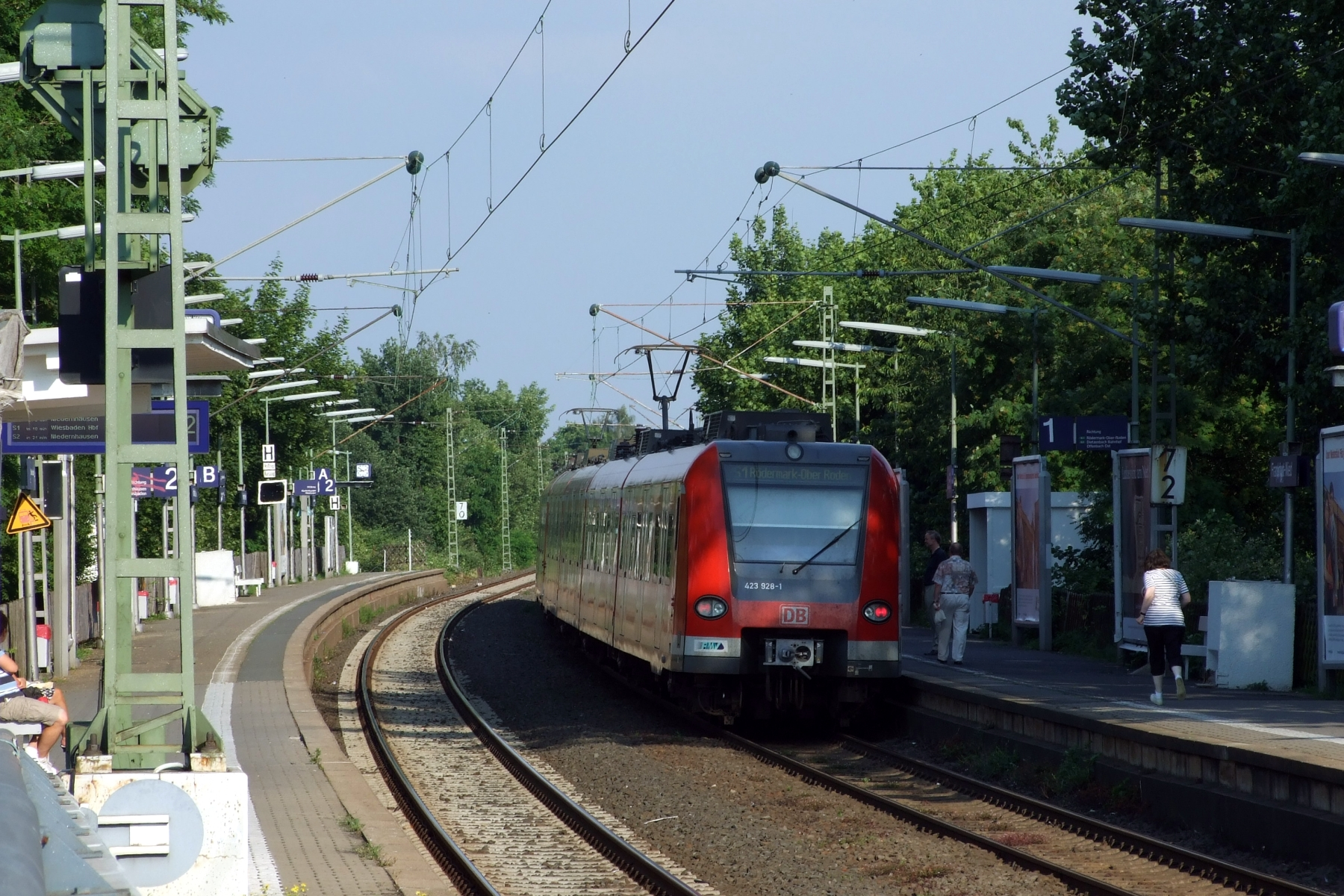
Bahnhaltepunkt Frankfurt-Nied mit eingefahrenem S-Bahn-Zug

Seit 1888 gibt es in Nied einen Haltepunkt der Main-Lahn-Bahn. Nied ist seit 1935 an das Frankfurter Straßenbahnnetz und seit 1978 an die S-Bahn Rhein-Main angeschlossen. Die Straßenbahnlinien 11 und 21 verbinden Nied mit Höchst, der Innenstadt, Fechenheim und Niederrad.
| Linie | Verlauf | Takt                                      |
| ----- | --- | ----------------------------------------- |
| 11    | Höchst Zuckschwerdtstraße – Nied Kirche – Griesheim – Gallus – Galluswarte – Hauptbahnhof – Willy-Brandt-Platz – Altstadt – Ostendstraße – Ostbahnhof – Mainkur Bahnhof – Fechenheim Schießhüttenstraße | 10 min 7/8 min (wochentags an Schultagen) |
| 21    | Nied Kirche – Griesheim – Gallus – Galluswarte – Hauptbahnhof – Universitätsklinikum – Niederrad – Stadion Straßenbahn                                                                                  | 10 min 7/8 min (wochentags an Schultagen) |

In Höhe der Fußgängerbrücke zwischen Nied-Ost und dem Neubaugebiet/Eisenbahnersiedlung soll mit Zustimmung des Verkehrsausschusses der Stadt Frankfurt am Main die neue Station „Nied-Ost“ für den Regionalverkehr entstehen. Seit Jahrzehnten ist der Bahnübergang Oeserstraße in Höhe der Niddahalle / Birminghamstraße ein ungelöstes Verkehrsproblem – im Berufsverkehr kommt es hier zu erheblichem Stau für den Straßenverkehr. Dadurch wird der Ablauf bei der Buslinie 59 häufig gestört, es kommt zu erheblichen Verspätungen und Ausfällen. Sogenannte Schrankenfeste sollen auf die Missstände hinweisen. Die DB AG und die Stadt Frankfurt am Main haben am 6. Oktober 2020 einen dreistufigen Plan zum Rückbau vorgestellt. Die Technik der Schranken-Sicherungsanlage solle bis 2021 automatisiert werden. Eine Fußgängerunterführung sollte bis 2024 geschaffen und der Bahnübergang für den Autoverkehr innerhalb von 10 Jahren beseitigt werden. Die Arbeiten an der Sicherungstechnik des Bahnübergangs sind im Dezember 2021 durchgeführt worden. Die Arbeiten an der Fußgängerunterführung haben im Juni 2025 begonnen. Die nach einem tödlichen Unfall im Mai 2020 in Nied gegründete Bürgerinitiative ist hierzu eher skeptisch eingestellt. Eine für alle Beteiligten zufriedenstellende Lösung bleibt weiterhin abzuwarten. Seit Fahrplanwechsel am 10. Dezember 2023 fährt die Buslinie 59 nur noch bis Griesheim-Bingelsweg. Die neue Buslinie 89 von Griesheim Bahnhof verkehrt jetzt zur Leonardo-da-Vinci-Allee über den Rebstock; die indirekte Verbindung für Nied besteht für die Buslinien 59 / 89 ab Neufeld.

## Persönlichkeiten

### Persönlichkeiten, die in Nied geboren wurden
- Christian Gollong (1901–1988), Schauspieler
- Valentin Jost (1920–2007), Politiker (SPD), Landrat des Main-Taunus-Kreises

### Persönlichkeiten, die zeitweilig in Nied gelebt oder gearbeitet haben
- Heinrich Schellenberg (1810–1876), evangelischer Pfarrer und Mitglied der Landstände des Herzogtums Nassau
- Carl Wolf (1834–1901), römisch-katholischer Pfarrer und Mitglied des Reichstags des Deutschen Kaiserreichs
- Ludwig Abt (1851–1921), römisch-katholischer Theologe
- Georg Heck (1897–1982), Maler und Grafiker des Expressionismus und der Neuen Sachlichkeit
- Willi Birkelbach (1913–2008), Politiker (SPD), Mitglied des Bundestages von 1949 bis 1964, Mitglied des Europäischen Parlaments von 1952 bis 1964, erster Datenschutzbeauftragter des Landes Hessen von 1971 bis 1975
- Dietrich Mattausch (* 1940), Schauspieler
- Friedhelm Mennekes (* 1940), römisch-katholischer Theologe, Priester und Kunstverständiger, von 1979 bis 1985 Pfarrer an Sankt Markus
- Julia Kröhn (* 1975), österreichische Romanautorin und Fernsehjournalistin
- Joscha Sauer (* 1978), Schöpfer der Nichtlustig-Comics
- Jasmin Siddiqui (* 1981), Mitglied des Streetart Künstler-Duos Herakut